# 유럽 고속도로 68호선
유럽 고속도로 68호선(European route E68)은 헝가리 세게드에서 루마니아 브라쇼브까지 이어주는 총 연장 529 km의 거리를 가진 국제 E-road 네트워크 노선망이다. 그러나 이 도로는 총 연장 529 km 중 헝가리 구간은 52 km, 루마니아 477 km의 구간을 가지고 있다. 주요 경유지로는 세게드, 머코, 나드락, 페시카, 아라드, 리포바 (루마니아), 데바, 시메리아, 오러슈티에, 세베슈, 시비우, 셀렌베르크, 퍼거라슈, 브라쇼브 등이 있다.